# Burguillos del Cerro
Burguillos del Cerro település Spanyolországban, Badajoz tartományban. Burguillos del Cerro Alconera, Atalaya, Valverde de Burguillos, Valencia del Ventoso, Fregenal de la Sierra, Jerez de los Caballeros, Salvatierra de los Barros, Feria és La Lapa községekkel határos. Lakosainak száma 2970 fő (2024).

## Népesség
A település népessége az utóbbi években az alábbiak szerint változott:
| Lakosok száma | 3310 | 3183 | 3143 | 3286 | 3296 | 3204 | 3132 | 3057 | 3076 | 2970 |
|               | 2001 | 2004 | 2006 | 2009 | 2011 | 2014 | 2016 | 2019 | 2021 | 2024 |